# Nital
Il nital è una soluzione di alcol e acido nitrico usata per attaccare chimicamente i metalli. In particolare, è utilizzata in metallografia per rivelare la microstruttura di acciai al carbonio.

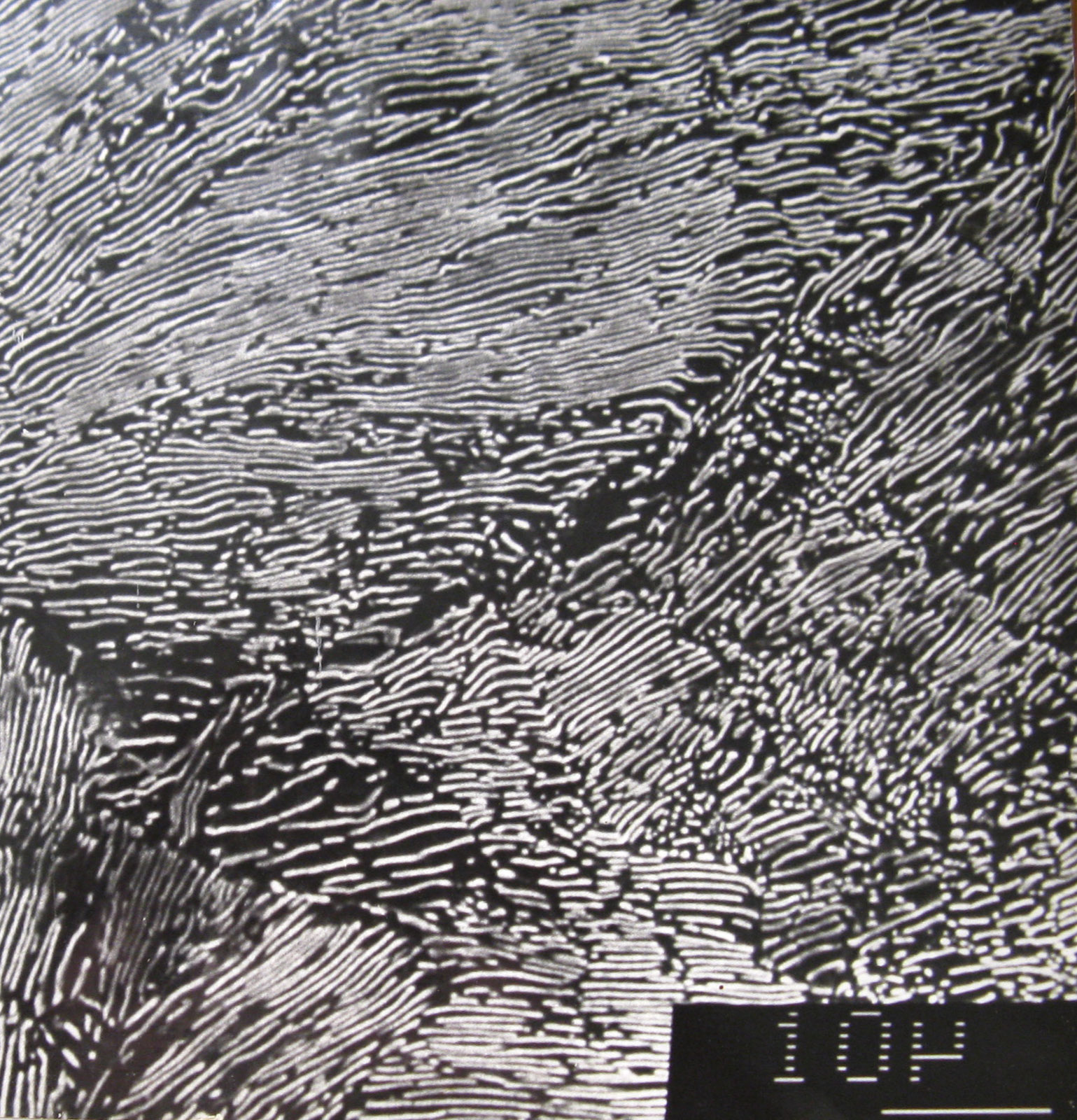
Struttura perlitica rivelata dopo etching con nital

## Composizione
Il nital può contenere dal 2 al 5% di acido nitrico e possono essere utilizzati alcoli di vario tipo come quello propilico o etilico.

## Applicazione
Solitamente, la superficie del provino metallografico viene immersa per qualche secondo nella soluzione di nital, in modo da farlo agire nella zona interessata. Il nital è in grado di ossidare alcuni tipi di strutture come la perlite e rivelare al microscopio la quantità di carbonio presente nelle zone trattate. Questo procedimento è molto utile per valutare la bontà ed estensione di alcuni trattamenti come la carbocementazione.